# Coeficientul lui Poisson
Coeficientul lui Poisson "m" - Coeficientul de contracție laterală. Când o bucată dintr-un material suferă o alungire sub influența unei acțiuni mecanice, se constată o subțiere a secțiunii sale. Coeficientul Poisson (ν) este raportul între subțierea unitară pe direcția perpendiculară direcției efortului și alungirea unitară în direcția efortului.